# M. Rásky Klára
M. Rásky Klára (Szombathely, 1908. március 18. – Budapest, 1971. szeptember 14.) paleobotanikus, a biológiai tudományok kandidátusa (1952).

## Életpályája
Dr. Rásky József (1869–1915) törvényszéki bíró és Szekeres Julianna gyermekeként született. 1931-ben a budapesti tudományegyetemen szerzett tanári oklevelet. 1931-től tanított, majd 1938-ban doktorált és a Természettudományi Múzeum Növénytárában muzeológus volt; a paleobotanikai gyűjtemény kezelője.
1940-ben tanulmányutat tett Németországban, ahol elkezdte a Chara-fajok kutatását. 1951-től a budapesti Eötvös Loránd Tudományegyetemen (ELTE) egyetemi docens, 1961-től 1965-ig, nyugdíjazásáig a paleobotanikai csoport vezetője is volt.
Házastársa Moesz Alfréd volt, akitől elvált.
Budapesten hunyt el 63 évesen, 1971. szeptember 14-én.

## Munkássága
Részt vett több tudományos kongresszuson is (Mexikó, 1955; Kanada, 1959); az utrechti, hannoveri és indiai tudományos társaságok is tagjukká választották. Chara-kutatásai mellett tanulmányozta a hazai virágos tercier flórát, gazdagította a múzeum gyűjteményét.
Új kutatásokat végzett többek között Kiscell, Martinovics-hegy, Érd, Dudar, Pécs, Salgótarján, Tállya, Ipolytarnóc térségében. Több fosszilis növényt neveztek el róla. Számos publikációja jelent meg.

## Főbb munkái
- Fossile Charaphyten-Früchte aus Ungarn (Budapest, 1945)